# Euller (ur. 1971)
Euller Elias de Carvalho (ur. 15 marca 1971 w Félizlandii) – brazylijski piłkarz, występujący na pozycji napastnika.

## Kariera klubowa
Euller rozpoczął piłkarską karierę w klubie América Belo Horizonte w 1989 roku. W klubie z Belo Horizonte grał do 1993 roku. Z Américą zdobył mistrzostwo stanu Minas Gerais – Campeonato Mineiro w 1993 roku. W 1994 roku przeszedł do São Paulo FC. Z São Paulo zdobył Recopa Sudamericana 1993. W 1995 roku przeszedł Clube Atlético Mineiro. Z Atlético Mineiro zdobył mistrzostwo stanu mistrzostwo Minas Gerais w 1995 roku.
W latach 1997 i 1998–2000 grał w SE Palmeiras. Z Palmeiras zdobył Copa Libertadores 1999. W latach 2000–2001 Euller grał w CR Vasco da Gama. Z Vasco da Gama zdobył Copa Mercosur 2000 i mistrzostwo Brazylii 2000. W latach 1998 i 2002–2003 Euller grał Japonii w Verdy Kawasaki i Kashima Antlers. Z Kashimą zdobył Puchar J. League w 2002 roku. Po powrocie do Brazylii, Euller grał w AD São Caetano. Z klubem z São Caetano zdobył mistrzostwo stanu São Paulo – Campeonato Paulista w 2004 roku. W 2005 roku grał w Clube Atlético Mineiro.
Od 2007 roku Euller, z krótką przerwą na grę w Tupynambás, jest zawodnikiem Amériki Belo Horizonte.

## Kariera reprezentacyjna
Euller ma za sobą występy w reprezentacji Brazylii, w której zadebiutował 8 października 2000 w wygranym 6-0 meczu z reprezentacją Wenezueli w eliminacjach Mistrzostwa Świata 2002. Był to udany debiut, gdyż Euller w 20 min. zdobył pierwszą bramkę dla Brazylii. Ostatni raz w reprezentacji Euller wystąpił 5 września 2001 w meczu z Argentyną w eliminacjach MŚ 2002. Ogółem Euller wystąpił w reprezentacji 7 razy i strzelił 3 bramki.